# Atrofia muscolare
L'atrofia muscolare è una riduzione della massa muscolare che ne determina una parziale o completa perdita di funzione, solitamente a causa di patologie neurologiche o malattia neuromuscolare (atrofia da denervazione e atrofia da disuso). La principale conseguenza dell'atrofia è la debolezza muscolare (astenia o ipostenia), poiché la forza che può essere generata da un muscolo dipende (sebbene non esclusivamente) dalla sua massa. L'atrofia muscolare generalizzata costituisce una possibile complicanza o comorbidità di diverse patologie, quali i tumori maligni, l'AIDS, lo scompenso cardiaco congestizio, la BPCO, l'insufficienza renale cronica in stadio avanzato e le ustioni gravi; in tutti questi casi, essa può rientrare in un quadro di cachessia (condizione di grave deperimento con ipercatabolismo), generalmente associato a prognosi infausta.

## Quadri clinici correlati

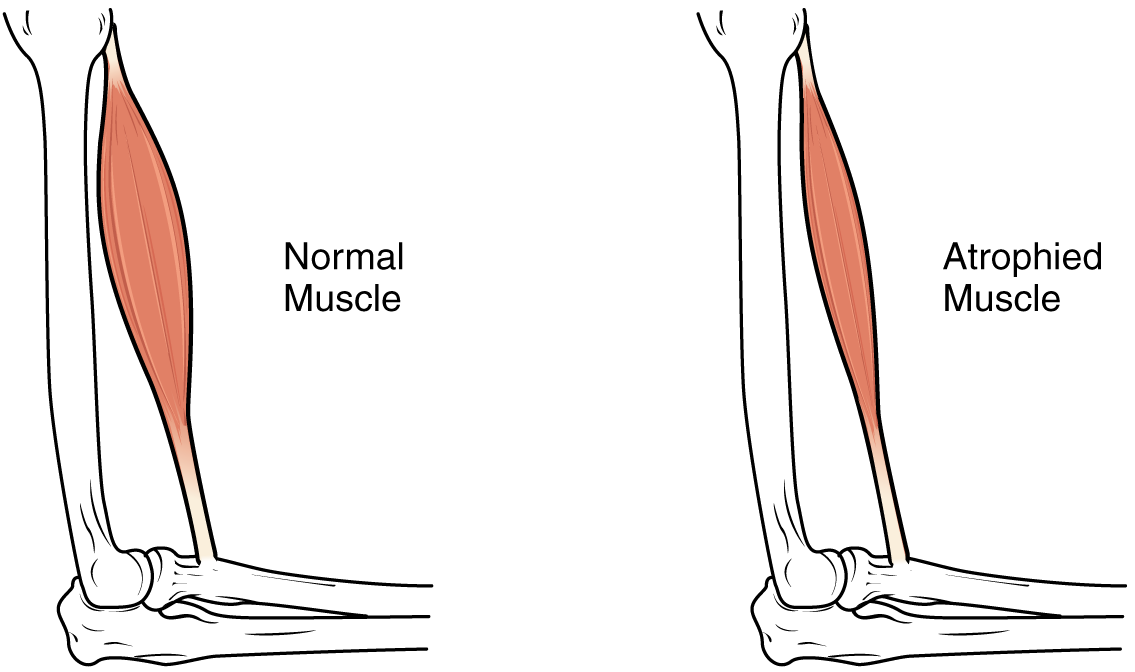
Muscolo sano e atrofizzato a confronto

Molte condizioni fisio-patologiche possono causare una riduzione della massa muscolare. Tra le più comuni si ricordi l'inattività prolungata in soggetti costretti a letto, l'immobilizzazione di un arto (ad esempio in seguito a una frattura), la cachessia (vedi sopra), l'inedia e la grave insufficienza epatica, che comporta una ridotta produzione di proteine.
Tra le cause rare di atrofia muscolare sono comprese neuropatie come la sindrome di Dejerine-Sottas; mentre l'atrofia muscolare è relativamente frequente nella neuropatia diabetica.
Altre cause di atrofia muscolare di tipo neurogeno sono:
- la Sclerosi laterale amiotrofica (SLA o Morbo di Lou Gehrig);[29][30][31][32][33]
- la Sindrome di Guillain-Barré;[34][35][36]
- le Lesioni del midollo spinale;[37][38][39]
- la Poliomielite.[40][41][42][43][44]

Spesso l'atrofia muscolare è correlata a quadri clinici di artrosi e artrite, all'immobilizzazione di varia origine e problemi cardiaci di varia natura.

## Qualità di vita
L'atrofia muscolare riduce la qualità di vita impedendo al soggetto affetto di svolgere le normali attività, come camminare, o aumentando il rischio di infortuni legato a queste ultime, specie nelle forme di grave atrofia muscolare su base genetica come: l'atrofia muscolare spinale (SMA) e la distrofia di Duchenne.

## Diagnosi differenziale
L'atrofia muscolare patologica non va confusa con la normale riduzione della massa e della forza muscolare che si verifica nell'invecchiamento. Questa condizione clinica corrisponde, dal punto di vista biologico, a una sarcopenia (definita come perdita contemporanea di massa, forza e/o funzionalità muscolare), il cui meccanismo di insorgenza non è ancora perfettamente chiaro; recentemente è stato ipotizzato un insieme di meccanismi meccanici, ormonali, neurologici e metabolici correlati all'invecchiamento.
Quadri clinici analoghi (sebbene si manifestino spesso in soggetti più giovani) possono essere legati alle varie forme di distrofia muscolare o a miopatie.

### Esami strumentali
Una riduzione delle masse muscolari, oltre che dall'esame obiettivo, può essere evidenziata dalla radiografia tradizionale e dalla TAC. Per una diagnosi eziologica, però, è spesso necessario il ricorso ad altre metodiche. In particolare possono essere utili, a seconda dei casi:
- l'elettromiografia[69] e lo studio della conduzione nervosa;
- la RMN;[70]
- la biopsia muscolare.[71]

## Fisiopatologia
L'atrofia muscolare esprime un'alterazione del normale rapporto fra sintesi e degradazione delle proteine. In particolare, in questa condizione si verifica un'inibizione della sintesi proteica e un'attivazione del relativo catabolismo.
Fra le diverse vie di degradazione delle proteine, quella maggiormente responsabile dell'atrofia muscolare sembra essere il meccanismo ATP-dipendente ubiquitina/proteasoma.
In questo sistema, alcune proteine destinate alla distruzione sono marcate dal legame con almeno quattro copie di un piccolo peptide chiamato ubiquitina. Quando la proteina-substrato è legata all'ubiquitina in questo modo, essa può essere distrutta dal proteasoma. Alcuni enzimi fanno sì che il legame con l'ubiquitina avvenga solo per alcune proteine e per altre. Tale specificità è garantita dal legame delle proteine marcate alla E3 ubiquitina ligasi, enzima specifico per particolari gruppi di substrati.

## Possibili terapie
In teoria, l'atrofia muscolare si può combattere con gli stimoli che normalmente inducono ipertrofia del muscolo, come l'esercizio fisico, che agisce sulle vie di sintesi/distruzione delle proteine in senso opposto a quello descritto precedentemente; anche l'elettrostimolazione muscolare viene spesso utilizzata in questi casi.
L'atrofia muscolare richiede un trattamento sistemico e non limitato ad un singolo muscolo. Secondo Davide Carli e Silvia di Giacomo la rieducazione delle catene muscolari deve essere obiettivo primario con rispetto delle simmetrie corporee, della postura e degli equilibri fra distretti muscolari, poiché i punti anomali di una catena (ad esempio rigidi e/o deboli) hanno ripercussioni sull'intero sistema corporeo.
Poiché la carenza di aminoacidi è una delle cause principali del danno, può essere indicata un'integrazione alimentare con questi, in particolare con quelli a catena ramificata(leucina, isoleucina e valina sono fondamentali per il processo, insieme alla lisina e ad altri aminoacidi).
Va però sottolineato come questa terapia sia meno efficace nell'anziano.
Sono state effettuate promettenti ricerche sull'uomo la carnitina. Nel 1998 è stata condotta una interessante ricerca con l'ormone secretagogo del GH.
Talvolta è necessario ricorrere all'intervento chirurgico per sopprime una grave contrattura di uno o più muscoli.